# 攻佔奧爾穆茲 (1622年)
1622年攻佔奧爾穆茲是指英國和波斯的一支聯軍攻佔葡萄牙人在霍爾木茲島的據點，英國與波斯的貿易得以開放。在此之前，葡萄牙人自1507年亞豐素雅布基攻佔奧爾穆茲後得以通過波斯灣控制印度與歐洲之間的貿易，他們對奧爾穆茲城堡的控制已超過一個世紀。英波聯軍在1622年攻佔奧爾穆茲完全改變了貿易和勢力的平衡。

## 英波同盟
英國方面有一支由不列顛東印度公司提供、以5艘戰船和4艘小艇組成的艦隊。當時波斯正與葡萄牙人作戰，波斯軍隊包圍了葡萄牙人控制的格什姆島，但為了進一步攻佔奧爾穆茲，波斯需要英國的協助。波斯沙阿阿拔斯一世有意尋求英國支援以對抗葡萄牙人。作為軍官的阿拉威爾迪汗之子伊瑪目-古利汗（Imam Kuli Khan）在談判過程當中承諾會發展對英國有利的絲綢貿易。雙方簽訂了協議，訂明霍爾木茲島的戰利品和關稅收益將會作出瓜分，波斯會支付一半的艦隊維護費用。

## 作戰
英國艦隊首先前往格什姆島轟炸葡萄牙人的陣地，葡萄牙人很快便投降，英軍的損傷輕微，但著名航海家威廉·巴芬傷重逝世。

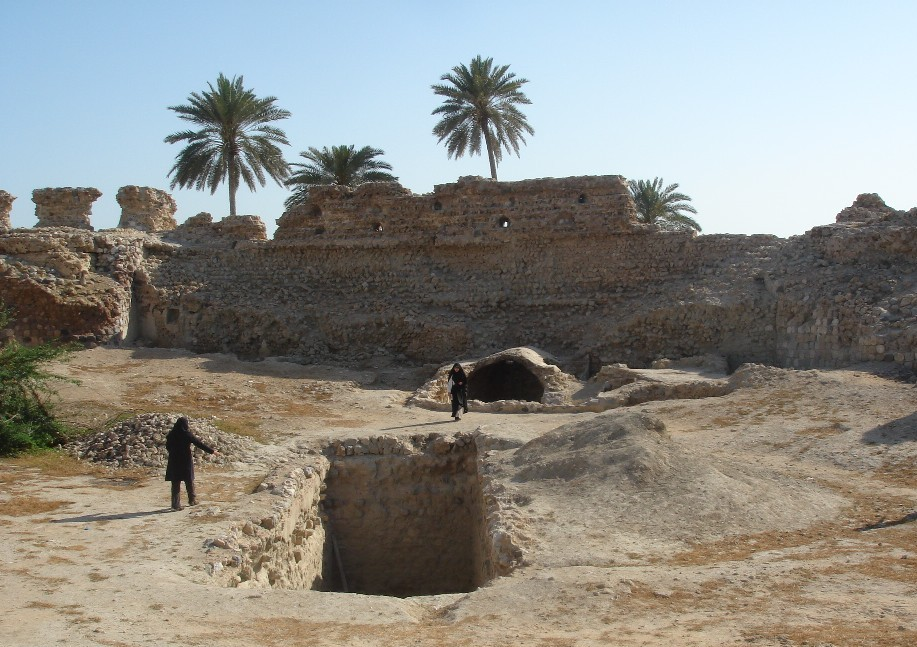
位於格什姆島的葡萄牙城堡。

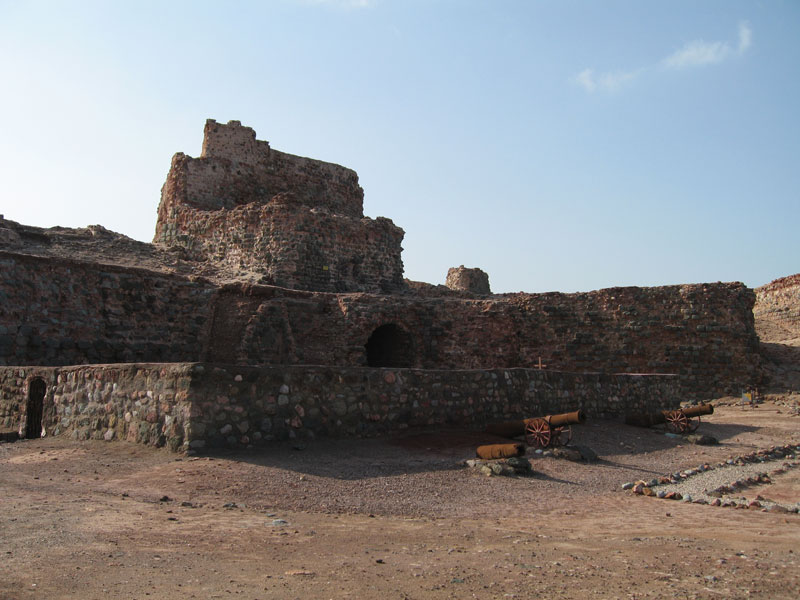
位於霍爾木茲島的葡萄牙城堡。

英波聯軍接著航向奧爾穆茲，波斯人登陸佔領了城鎮，英軍則轟炸城堡及擊沉了葡萄牙艦隊。奧爾穆茲在1622年4月22日失陷，葡萄牙人被迫撤退至馬斯喀特。
在1580年至1640年間，葡萄牙和西班牙同屬西葡帝國，英國卻沒有與葡萄牙處於交戰狀態，喬治·維利爾斯威脅要起訴不列顛東印度公司，後來他收到10,000英鎊，相當於攻佔奧爾穆茲所得收益的10%，他才收回了相關的言論。詹姆斯一世也收到相同數目的款項。

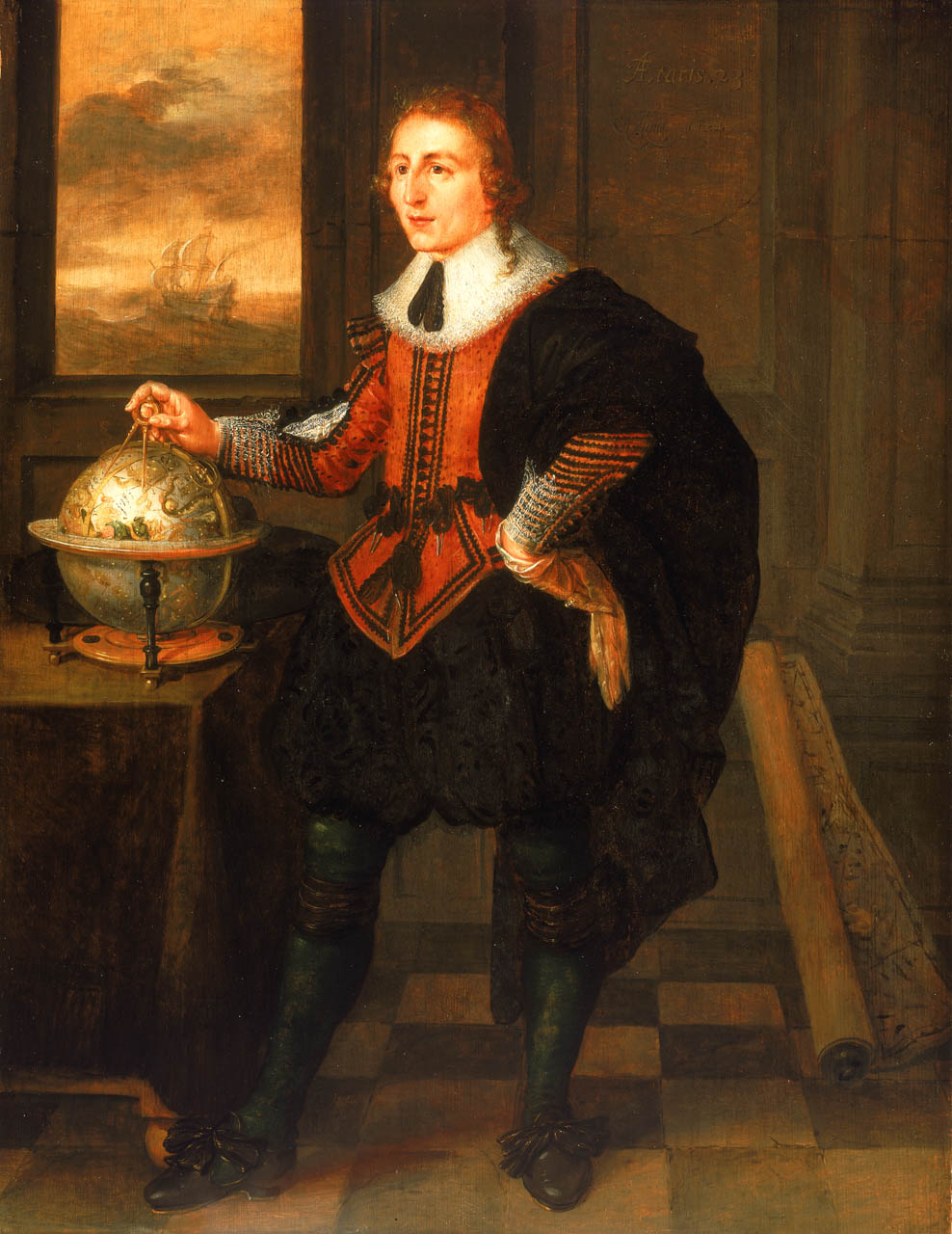
威廉·巴芬在攻佔奧爾穆茲的戰事當中傷重身亡。

攻佔奧爾穆茲令不列顛東印度公司得以發展對波斯的貿易，以英格蘭的衣物和加工品交易絲綢。冒險家羅伯特·舍里（Robert Shirley）亦有意發展這條貿易路線。

### 引用
1. 1 2 3 4 5  Chaudhuri 2000，第64頁
2. 1 2 3 4  Sykes 2006，第279頁
3. ↑  Neill 2004，第549頁
4. 1 2  Sykes 2006，第277頁
5. 1 2  Knight 1866，第7頁
6. ↑  Sykes 2006，第277-278頁
7. 1 2 3  Sykes 2006，第278頁